# 2004 у відеоіграх

## Події

### Великі релізи
- 23 березня — Ubisoft видає в Північній Америці шутер від першої особи Far Cry для платформ Microsoft Windows та Xbox, версія для PAL регіону вийшла 26 березня.
- 30 березня — XS Games видає пригодницьку гру Syberia II.
- 2 квітня — Atari видає у Європі тривимірну фізичну головоломку Ballance[en].
- 20 квітня — Eidos Interactive видає в Північній Америці шутер від третьої особи Hitman: Contracts, розроблений компанією IO Interactive. В Європі гра виходить 30 квітня.
- 1 липня — Vivendi видає в Північній Америці шутер від першої особи The Chronicles of Riddick: Escape from Butcher Bay для платформи Xbox. Ця ж версія гри в Європі вийшла 13 серпня. Версія для Microsoft Windows вийшла в Європі вийшла 3 грудня, а в Північній Америці 8 грудня.
- 3 серпня — Activision видає в Північній Америці для платформи Microsoft Windows шутер від першої особи Doom 3, розроблений компанією id Software. Після цього, 12 серпня гра виходить в Японії, а 13 серпня в Європі. В СНД гру видала компанія 1C 10 грудня. Також 4 жовтня Doom 3 вийшов для платформи Linux.
- 14 вересня — Electronic Arts видає для Microsoft Windows в Північній Америці симулятор життя The Sims 2. В Європі гра вийшла 16 вересня.
- 22 вересня — Activision видає для Microsoft Windows глобальну стратегічну гру Rome: Total War, розроблену компанією Creative Assembly.
- 9 листопада — Electronic Arts видає Need for Speed: Underground 2
- 17 листопада — у світ вийшла Metal Gear Solid 3: Snake Eater